# Gerard Gordeau
Gerard Gordeau (ur. 30 marca 1956 w Hadze) – holenderski karateka, kick-boxer, zawodnik savate oraz MMA, mistrz świata oraz Europy w savate z 1991, mistrz świata w karate seidō-kaikan z 1994 oraz finalista turnieju MMA UFC 1 z 1993. Czarny pas (IX dan) w kyokushin.

## Ważniejsze osiągnięcia[1][2]
Karate:
- 8-krotny mistrz Holandii w Kyokushin
- 1979: Drużynowe Mistrzostwa Świata w Kyokushin - 1. miejsce
- 1994: Mistrzostwa Świata w Seidō-kaikan - 1. miejsce

Savate:
- 1991: mistrz Europy w wadze ciężkiej
- 1991: mistrz świata w wadze ciężkiej

Mieszane sztuki walki:
- 1993: UFC 1 - finalista turnieju